# Rolf-Peter Rosenfeld
Rolf-Peter Rosenfeld (* 18. April 1957 in Hamburg) ist ein ehemaliger deutscher Fußballspieler.

## Karriere
Rolf-Peter Rosenfeld, auch unter den Spitznamen Buttje und Butsch bekannt, begann das Fußballspielen beim SC Falke Hamburg. Über den USC Paloma ging er zum FC St. Pauli, mit dem er in der 2. Bundesliga spielte. Das Hamburger Abendblatt stufte ihn im Oktober 1976 als „eines der größten Talente der vergangenen Jahre“ beim FC St. Pauli ein. In der Saison 1976/77 wurde Rosenfeld mit seinen Mitspielern, wie Jürgen Rynio, Niels Tune Hansen, Manfred Mannebach und Franz Gerber, unter der Leitung von Trainer Diethelm Ferner Meister in der Nordstaffel, mit vier Punkten Vorsprung vor Arminia Bielefeld. Gleichzeitig bestand er im Frühjahr 1977 am Lohmühlen-Gymnasium in Hamburg-St. Georg sein Abitur. Laut Hamburger Abendblatt hing zu jener Zeit ein Lichtbild des prominenten Schülers im Lehrerzimmer des Gymnasiums. Somit startete St. Pauli, mit Rosenfeld, in der Saison 1977/78 in der Bundesliga. "Buttje" Rosenfeld bestritt 11 Bundesligaspiele, davon 8 Spiele in der Startelf, doch wurde der FC St. Pauli mit 13 Punkten Rückstand auf einen Nichtabstiegsplatz Tabellenletzter und stieg ab. Der als technisch guter Spieler bekannte Rosenfeld blieb ein weiteres Jahr bei den Hamburgern, für die er insgesamt 101 Ligaspiele bestritt, und trat mit diesen in der 2. Bundesliga an. Für die dann folgende Saison erhielt der FC St. Pauli keine Lizenz und Rosenfeld ging zum Ligarivalen VfL Osnabrück. Dort blieb er bis 1981. In den zwei Saisons in der 2. Bundesliga bestritt er für den VfL 79 Spiele und schoss sechs Tore. Im Sommer 1981 wechselte er zum Verbandsligisten Hummelsbütteler SV, spielte ein Jahr für die Mannschaft und kehrte dann für eine Saison zum VfL Osnabrück zurück.
Während seiner Zeit in der niedersächsischen Stadt schrieb er für die Stadionzeitung des VfL und knüpfte Kontakte zur Neuen Osnabrücker Zeitung. Im September 1983 beendete er nach einem Muskelriss an der Hüfte seine Laufbahn, nach seiner Sportinvalidität im Alter von 25 Jahren wurde er Berichterstatter. Rosenfeld berichtete ab 1984 als Journalist für die Tageszeitung Hamburger Morgenpost, zunächst über den Hamburger SV, später lange über den FC St. Pauli. Im Februar 2021 ging er in den Ruhestand.